# Черганівська сільська рада
| Черганівська сільська рада — колишній орган місцевого самоврядування у Косівському районі Івано-Франківської області з адміністративним центром у с. Черганівка. Утворена 30 жовтня 1990 року. Водоймища на території, підпорядкованій даній раді: річка Валійця. Сільській раді підпорядковані населені пункти: - с. Черганівка |

## Склад ради
Рада складається з 16 депутатів та голови.

### Керівний склад ради
| ПІБ                      | Основні відомості                                                               | Дата обрання | Дата звільнення |
| ------------------------ | ------------------------------------------------------------------------------- | ------------ | --------------- |
| Мицкан Марія Іванівна    | Сільський голова, 1963 року народження, освіта, позапартійна                    | 26.03.2006   | 31.10.2010      |
| Мицкан Марія Іванівна    | Сільський голова, 1963 року народження, освіта, позапартійна                    | 31.10.2010   | 18.03.2012      |
| Яремин Микола Михайлович | Сільський голова, 1964 року народження, освіта середня спеціальна, безпартійний | 18.03.2012   |                 |

Примітка: таблиця складена за даними джерела